# Quintus Servaeus
Quintus Servaeus war ein römischer Politiker im frühen 1. Jahrhundert.
Servaeus war comes des Germanicus bei dessen Reise in den Osten des Reiches. Im Jahr 18 war er prätorischer Statthalter von Kommagene. Zwei Jahre später trat Servaeus gemeinsam mit Quintus Veranius und Publius Vitellius als Ankläger des Gnaeus Calpurnius Piso wegen des Giftmords an Germanicus auf. Da Servaeus, wie Tacitus schreibt, einen bescheidenen Gebrauch der Freundschaft zu Sejan pflegte, wurde ihm im Jahr 32 der Prozess gemacht. Er rettete sich aber vor der Verurteilung durch Anzeigen gegen andere.